# Serie A1 2002-2003 (hockey su pista)
La Serie A1 2002-2003 è stata l'80ª edizione (la 54ª a girone unico) del torneo del massimo campionato italiano di hockey su pista maschile. Al campionato presero parte 14 squadre tra le quali trovarono posto le ripescate Valdagno, Thiene e le neopromosse "piazze storiche" quali Gorizia, Seregno e CGC Viareggio. Al termine dei playoff lo scudetto fu conquistato per la prima volta nella sua storia dall'Ecoambiente Prato.

## Formula
Per la stagione 2002-2003 il campionato si svolse tra 14 squadre che si affrontarono in un girone unico, con partite di andata e ritorno. Al termine della stagione regolare le squadre classificate dal 1º posto all'8º posto disputarono i playoff. Le squadre classificate dall'11º al 12º disputarono i playout salvezza sfidando formazioni di A2 mentre le squadre classificate dal 13º e 14º posto retrocedettero direttamente in serie A2.

## Squadre partecipanti
| - Follonica (Etruria) - Bassano 54 (SIA) - Breganze (Faizané) - Forte dei Marmi (Beck's) - Modena (Fiap) - Novara - Prato Primavera (Ecoambiente) | - Roller Salerno - Thiene (Estel) – Ripescata (R) - Marzotto Valdagno – Ripescata (R) - Trissino (Gemata) - CGC Viareggio – Neopromossa (N) - Gorizia (Grigolin Hit) – Neopromossa (N) - Seregno (Axa) – Neopromossa (N) |

## Stagione regolare

### Classifica finale
|  | P  | Squadra           | Pt | G  | V  | N | P  | GF  | GS  | DR   | Verdetto    |
|  | -- | ----------------- | -- | -- | -- | - | -- | --- | --- | ---- | ----------- |
|  | 1  | Prato Primavera   | 73 | 26 | 24 | 1 | 1  | 223 | 70  | 153  | ai play-off |
|  | 2  | Bassano 54        | 71 | 26 | 23 | 2 | 1  | 195 | 46  | 149  | ai play-off |
|  | 3  | Roller Salerno    | 49 | 26 | 15 | 4 | 7  | 127 | 98  | 29   | ai play-off |
|  | 4  | Gorizia           | 47 | 26 | 14 | 5 | 7  | 102 | 90  | 12   | ai play-off |
|  | 5  | Follonica         | 45 | 26 | 14 | 3 | 9  | 108 | 80  | 28   | ai play-off |
|  | 6  | Novara            | 45 | 26 | 14 | 3 | 9  | 113 | 96  | 17   | ai play-off |
|  | 7  | Trissino          | 38 | 26 | 11 | 5 | 10 | 96  | 127 | -31  | ai play-off |
|  | 8  | Forte dei Marmi   | 34 | 26 | 10 | 4 | 12 | 78  | 85  | -7   | ai play-off |
|  | 9  | Seregno           | 30 | 26 | 9  | 3 | 14 | 75  | 109 | -34  |             |
|  | 10 | Modena            | 26 | 26 | 6  | 8 | 12 | 67  | 89  | -22  |             |
|  | 11 | CGC Viareggio     | 21 | 26 | 6  | 3 | 17 | 78  | 136 | -58  | ai Play-out |
|  | 12 | Breganze          | 20 | 26 | 5  | 5 | 16 | 87  | 129 | -42  | ai Play-out |
|  | 13 | Marzotto Valdagno | 13 | 26 | 4  | 1 | 21 | 70  | 141 | -71  | in Serie A2 |
|  | 14 | Thiene            | 10 | 26 | 3  | 1 | 22 | 72  | 195 | -123 | in Serie A2 |

Legenda:

      Partecipanti ai Play out
      Retrocesse direttamente in serie A2

## Play-off scudetto
Le prime 8 classificate nella stagione regolare disputarono i play-off scudetto. 

### Squadre partecipanti
| - Prato Primavera - Bassano 54 - Roller Salerno - Gorizia - Follonica - Novara - Trissino - Forte dei Marmi |

### Tabellone
|  | Quarti di finale | Quarti di finale | Quarti di finale | Quarti di finale | Quarti di finale |            |                 | Semifinali     | Semifinali | Semifinali | Semifinali | Semifinali |  |  | Finale | Finale          | Finale | Finale | Finale | Finale | Finale |
|  |                  |                  |                  |                  |                  |            |                 |                |            |            |            |            |  |  |        |                 |        |        |        |        |        |
|  | 1                | Prato Primavera  | 12               | 4                |                  |            |                 |                |            |            |            |            |  |  |        |                 |        |        |        |        |        |
|  | 8                | Forte dei Marmi  | 2                | 2                |                  |            |                 |                |            |            |            |            |  |  |        |                 |        |        |        |        |        |
|  | 8                | Forte dei Marmi  | 2                | 2                |                  | 1          | Prato Primavera | 7              | 2          |            |            |            |  |  |        |                 |        |        |        |        |        |
|  |                  |                  |                  |                  |                  | 1          | Prato Primavera | 7              | 2          |            |            |            |  |  |        |                 |        |        |        |        |        |
|  |                  | 5                | Follonica        | 3                | 1                |            |                 |                |            |            |            |            |  |  |        |                 |        |        |        |        |        |
|  | 4                | 5                | Follonica        | 3                | 1                | Gorizia    | 1               | 2              |            |            |            |            |  |  |        |                 |        |        |        |        |        |
|  | 4                |                  |                  |                  |                  | Gorizia    | 1               | 2              |            |            |            |            |  |  |        |                 |        |        |        |        |        |
|  | 5                | Follonica        | 3                | 4                |                  |            |                 |                |            |            |            |            |  |  |        |                 |        |        |        |        |        |
|  |                  |                  |                  |                  |                  |            |                 |                |            |            |            |            |  |  | 1      | Prato Primavera | 6      | 7      |        |        |        |
|  |                  |                  | 2                | Bassano 54       | 1                | 6          |                 |                |            |            |            |            |  |  |        |                 |        |        |        |        |        |
|  | 3                | Roller Salerno   | 8                | 1                | 5                |            |                 |                |            |            |            |            |  |  |        |                 |        |        |        |        |        |
|  | 6                | Novara           | 1                | 6                | 4                |            |                 |                |            |            |            |            |  |  |        |                 |        |        |        |        |        |
|  | 6                | Novara           | 1                | 6                | 4                |            | 3               | Roller Salerno | 4          | 1          |            |            |  |  |        |                 |        |        |        |        |        |
|  |                  |                  |                  |                  |                  |            | 3               | Roller Salerno | 4          | 1          |            |            |  |  |        |                 |        |        |        |        |        |
|  |                  | 2                | Bassano 54       | 8                | 7                |            |                 |                |            |            |            |            |  |  |        |                 |        |        |        |        |        |
|  | 2                | 2                | Bassano 54       | 8                | 7                | Bassano 54 | 4               | 5              |            |            |            |            |  |  |        |                 |        |        |        |        |        |
|  | 2                |                  |                  |                  |                  | Bassano 54 | 4               | 5              |            |            |            |            |  |  |        |                 |        |        |        |        |        |
|  | 7                | Trissino         | 0                | 3                |                  |            |                 |                |            |            |            |            |  |  |        |                 |        |        |        |        |        |

## Play-out
CGC Viareggio -  Amatori Lodi 6 - 4

 Amatori Lodi -  CGC Viareggio 4 - 10
 Breganze -  Matera 8 - 4

 Matera -  Breganze 5 - 4

 Breganze -  Matera 12 - 2

## Verdetti
- Prato Primavera - Campione d'Italia 2002-2003.
- Thiene,  Marzotto Valdagno - retrocesse in Serie A2.

### Libri
- Paolo Virdi, 50 minuti di gloria. Gli anni moderni dell'hockey pista. Volume 2, Lodi, Lodinotizie, 2013, ISBN 978-88-908803-1-5.